# 揭阳广播电视台
揭阳广播电视台，简称JYRTV、揭阳台，是中华人民共和国广东省揭阳市的市级广播电视媒体，于1992年5月15日开播，2004年3月23日挂牌成立，使用汉语普通话和潮汕话播音。揭阳广播电视台拥有2套电视频道、2套广播频率。

## 历史沿革
1992年5月15日，揭阳电视台、揭阳人民广播电台正式开播，其中广播频率为FM103.9（现为综合广播）。
2002年4月，揭阳电视台合并市有线电视台，2004年3月23日，南方广播影视传媒集团揭阳广播电视台正式挂牌成立，而揭阳电视台、揭阳人民广播电台继续保留对外呼号，同年，中国国家广电总局批准揭阳人民广播电台开通第二条广播频率，频率为106.5兆赫:1079。
2011年5月16日，揭阳人民广播电台交通旅游广播开播，频率FM95.2。2013年以后，潮州、汕头、揭阳三市實施電視互相落地措施，自此潮州与汕头的有线电视用户也可以接收揭阳广播电视台的电视频道。2020年，揭陽電視台全面實行數碼廣播，并停播模擬頻道:227。
2022年7月1日，揭阳广播电视台公共频道轉型，并更名为揭阳文化生活频道。2023年5月1日，揭阳交通旅游广播（FM95.2）停播，与FM106.5合并为揭阳农业交通广播。

## 旗下资产

### 电视频道
| 頻道名稱 | 语言          | 广播格式                    | 啟播時間     | 频道前身               | 備註                                                                                     | 備註 |
| 综合频道 | 潮州话 普通話 | SD: PAL 576i 16:9 HD：1080i |              | 揭阳电视台             | 揭阳市第一個无线電視頻道，現時以新聞、時事、專題類節目為主                               |      |
| 生活频道 | 潮州话 普通話 | SD: PAL 576i 16:9 HD：1080i | 2022年7月1日 | 揭阳广播电视台公共频道 | 揭阳市第一個有线電視頻道，原為政策性電視頻道，2022年轉型為生活频道，現時以生活類節目為主 |      |

### 广播频率
| 頻道名稱     | 语言          | 频道频率 | 啟播時間 | 频道前身         | 備註                                                                           |
| 综合广播     | 普通話 潮州话 | FM103.9  |          | 揭阳人民广播电台 | 以新聞為主，集新聞性、公益性、服務性、監督性為一體的綜合頻率                   |
| 农业交通广播 | 普通話 潮州话 | FM106.5  |          |                  | 主要為駕車人士以及農業生产者服務的頻率，提供路況播報、生活資訊、農業服務類節目 |